# Paolo Triestino
Paolo Triestino (Roma, 1º febbraio 1959) è un attore italiano.

## Carriera
Attore attivo soprattutto in ambito teatrale e televisivo, occasionalmente è stato impegnato come doppiatore. Debutta nel 1978 e nei primi anni ottanta collabora con Gabriele Lavia, prendendo parte a cinque suoi spettacoli: Amleto, I masnadieri, Il principe di Homburg, Don Carlos e Spettri. A partire dalla metà degli anni novanta si dedica soprattutto alla drammaturgia contemporanea.

## Filmografia

### Cinema
- Principe di Homburg, regia di Gabriele Lavia (1983)
- Con gli occhi chiusi, regia di Francesca Archibugi (1994)
- Viaggi di nozze, regia di Carlo Verdone (1995)
- L'albero delle pere, regia di Francesca Archibugi (1998)
- Gallo cedrone, regia di Carlo Verdone (1998)
- Panni sporchi, regia di Mario Monicelli (1999)
- E adesso sesso, regia di Carlo Vanzina (2001)
- Il pranzo della domenica, regia di Carlo Vanzina (2003)
- Il ritorno del Monnezza, regia di Carlo Vanzina (2005)
- Il mio miglior nemico, regia di Carlo Verdone (2006)
- Family Game, regia di Alfredo Arciero (2007)
- Chimères absentes, regia di Fanny Ardant – cortometraggio (2010)
- Benur - Un gladiatore in affitto, regia di Massimo Andrei (2013)
- Ti sposo ma non troppo, regia di Gabriele Pignotta (2014)
- Si accettano miracoli, regia di Alessandro Siani (2015)
- Il mio nome è Mohammed, regia di Goran Paskaljević (2018)
- Nel bagno delle donne, regia di Marco Castaldi (2020)
- Tu quoque, regia di Gianni Quinto (2025)

### Televisione
- I ragazzi del muretto – serie TV, episodio 2x06 (1993)
- Pazza famiglia – serie TV (1995)
- Il maresciallo Rocca – serie TV, episodio 1x04 (1996)
- Il caso Graziosi, regia di Sandro De Santis – film TV (1996)
- La villa dei misteri, regia di Beppe Cino – miniserie TV (1997)
- Tutti gli uomini sono uguali – serie TV (1997)
- Amico mio – serie TV, 6 episodi (1998)
- Commesse – serie TV, episodio 1x03 (1999)
- Non lasciamoci più – serie TV (1999)
- Villa Ada, regia di Pier Francesco Pingitore – film TV (1999)
- Don Matteo – serie TV, episodio 1x14 (2000)
- Distretto di Polizia – serie TV, episodi 1x22-1x23-1x24 (2000-2006)
- Provincia segreta – serie TV (2000)
- La casa delle beffe, regia di Pier Francesco Pingitore – miniserie TV (2001)
- Una donna per amico 3 – serie TV, 13 episodi (2001)
- Per amore per vendetta, regia di Mario Caiano – miniserie TV (2001)
- Finalmente soli, regia di Francesco Vicario – sitcom (2001)
- Non lasciamoci più – serie TV (2001)
- Il commissario – serie TV, 8 episodi (2002)
- Ma il portiere non c'è mai? – serie TV (2002)
- Le ragazze di Miss Italia, regia di Dino Risi – film TV (2002)
- Orgoglio – serie TV (2003-2006)
- Benedetti dal Signore – serie TV (2004)
- Con le unghie e con i denti, regia di Pier Francesco Pingitore – miniserie TV (2004)
- Imperia, la grande cortigiana, regia di Pier Francesco Pingitore – film TV (2005)
- Regina dei fiori, regia di Vittorio Sindoni – miniserie TV (2005)
- Caterina e le sue figlie – serie TV (2005)
- Padre Speranza, regia di Ruggero Deodato – film TV (2005)
- Casa Vianello – serie TV (2006)
- Domani è un'altra truffa, regia di Pier Francesco Pingitore – film TV (2006)
- Un ciclone in famiglia – serie TV (2007)
- Di che peccato sei?, regia di Pier Francesco Pingitore – film TV (2007)
- Mogli a pezzi, regia di Vincenzo Terracciano e Alessandro Benvenuti – miniserie TV (2008)
- Vita da paparazzo, regia di Pier Francesco Pingitore – miniserie TV (2008)
- VIP, regia di Carlo Vanzina – film TV (2008)
- Crociera Vianello, regia di Maurizio Simonetti – film TV (2008)
- Fratelli detective, regia di Giulio Manfredonia – film TV (2009)
- Furore 2 – serie TV (2018)
- Un'estate fa, regia di Davide Marengo e Marta Savina – miniserie TV (2023)

## Doppiaggio

### Film cinema
- Jeff Daniels in Pleasantville
- Timothy Spall in Tutto o niente
- Marc Maron in Joker
- Vincent Regan in 300
- Randy Quaid in Kingpin
- Eamon Georghegan in La leggenda del pianista sull'oceano

### Film d'animazione
- Heraclio in Justin e i cavalieri valorosi